# Абдулаев, Магомед Имранович
Магоме́д Имра́нович Абдула́ев (18 июня 1961, с. Гамсутль, Гунибский район, Дагестанская АССР – 5 января 2023, Махачкала, Дагестан, Россия) — российский государственный деятель, Председатель Правительства Республики Дагестан (2010—2013). Член партии «Единая Россия». Доктор юридических наук.

## Биография
Магомед Абдулаев родился 18 июня 1961 года в селении Гамсутль. По национальности — аварец.
Среднее образование получил в Гунибской средней школе. Сразу после школы, с 1979 по 1981 год, проходил срочную службу в Советской Армии.
Вернувшись из армии, поступил в 1982 году в Дагестанский государственный университет им. В.И.Ленина на юридический факультет.
с 1987 по 1995 годы занимался научной и педагогической деятельностью.
С 1998 по 2000 годы преподавал в вузе — работал профессором кафедры теории права и государства в Санкт-Петербургском государственном университете МВД России.
С 2000 по 2002 годы – заведующий кафедрой международного права Дагестанского государственного университета. Входил в экспертный совет комитета Совета Федерации Федерального Собрания Российской Федерации по международным делам.
В 2002 году переехал в Москву. С 2002 по 2004 годы – помощник члена Совета Федерации РФ.
С 2004 по 2009 годы работал в Институте государственного управления и права, входящем в Государственный университет управления. Был заведующим кафедрой правового обеспечения управления.
В начале 2009 года Магомед Имранович был назначен на должность советника президента Республики Дагестан.
27 октября 2009 года Абдулаев Магомед Имранович был назначен заместителем председателя правительства.
Был внесён в список претендентов на должность президента Республики Дагестан, который 19 декабря 2009 года единороссы предложили президенту.
20 февраля 2010 года новый президент Республики Дагестан Магомедсалам Магомедов назначил Магомеда Абдулаева председателем правительства Дагестана. Эту должность Абдулаев занимал до 30 января 2013 года.
5 января 2023 года в 20:00 на улице Магомета Гаджиева в Махачкале, переходя проезжую часть дороги вне зоны пешеходного перехода, был сбит 55-летним жителем Кизилюрта, управлявшего автомобилем ВАЗ-21214 Нива, в результате ДТП, был доставлен в больницу, где в последующем скончался от полученных тяжких телесных повреждений.

## Личная жизнь
Был женат, имел двое детей.